# Zapalenie nagłośni
Zapalenie nagłośni (łac. epiglottitis) – stan zapalny nagłośni, potencjalnie zagrażający życiu i wymagający bezzwłocznego leczenia. Zapalenie nagłośni ma przede wszystkim bakteryjne podłoże, a czynnikiem wywołującym są Haemophilus influenzae typu B, rzadko Streptococcus pneumoniae lub Streptococcus pyogenes. Chorują najczęściej małe dzieci w wieku 2-6 lat.
Zapalenie nagłośni objawia się świstem krtaniowym, a w skrajnych przypadkach dusznością, którym może towarzyszyć dysfagia, gorączka i przyspieszone tętno.
Rozpoznanie stawiane jest na podstawie typowego wywiadu i charakterystycznego obrazu klinicznego. Chorobę należy różnicować z podgłośniowym zapaleniem krtani (łac. laryngitis subglottica), błonicą i z aspiracją ciała obcego. Postępowanie polega na bezzwłocznej intubacji dotchawiczej. W laryngoskopii stwierdza się zaczerwienienie i obrzęk nagłośni i chrząstek nalewkowatych. Ponadto należy włączyć leczenie antybiotykiem.